# Schloss Hofkirchen
Das abgegangene Schloss Hofkirchen befand sich inmitten des Marktes der niederbayerischen Gemeinde Hofkirchen im Landkreis Passau.

## Geschichte
Dieser Edelmannssitz erscheint ab 1420 im Besitz der Puchberger. Veith von Puchberg zum Niederschelnstain bekannte 1459, dass er und sein Bruder von ihrem Vater den Sitz, den dieser 34 Jahre innegehabt hatte, ererbt haben; vor dem Vater Heinrich hat den Sitzkasten die Witwe eines Sattelbogeners und ebenso die Witwe eines Fraunhofers sowie ein Schönstainer inne. Anlass war der Versuch der Bürger von Hofkirchen, für den Sitzkasten eine Steuer zu verlangen. Weitere Puchberger sind hier Ludwig und Andre der Puchberger, von denen Ludwig auf dem Sitz wohnte. 1521 folgten ihm seine Söhne Hans und Andre nach. Allerdings ist bereits 1524 hier ein Hans Ortenburger belegt. Diesem folgt ein Hans Eisen nach, weshalb der Sitz auch den Namen Eisensitz erhielt. Weitere Besitzer sind Josias Pirchinger und seine Frau Ursula, die den Sitz 1586 an Philipp Weissenfelder verkauften. Von dessen Söhnen erbte ihn Anna Maria von Sandiszell, geborene Romungin von Seeholzen. Zusammen mit ihrem Mann, Georg von Sandiszell, verkaufte sie 1599 den Edelmannssitz an Freifrau Dorothea zu Pollweiler und im Weihental. Damit war die gleiche Familie, welche den Markt Hofkirchen und die Burg Hilgartsberg besaß, auch in den Besitz des Sitzes gelangt. Nach dem Aussterben dieser Familie verlieh Kurfürst Maximilian den Sitz mit den Hofmarken Schöllnstein, Rannetsreit, Garham, Leithen und Oberngschaid an Hanns Ernest Graf Fugger, Herrn zu Kirchberg und Weißenhorn. Wegen der zu dem Sitz gehörenden Pertinenzen kam es zu einer Rechtsauseinandersetzung, da nach Auffassung des Obersten Lehenhofes zu München diese als Lehen hätten empfangen werden müssen. Dies konnte Freiherr von Fugger aber abweisen, da er nachweisen konnte, auch diese Besitztümer von seinem Schwiegervater Georg von Sandiszell erkauft zu haben und diese also allodial seien.
Ab 1661 kam der Sitz an Graf Hans Albrecht Preysing zu Moos. Dem Preysinger wurde die volle Niedergerichtsbarkeit bestätigt. 1801 wurde der Sitz von Max Graf von Hegnenberg-Dux gekauft, dieser gab den Sitz aber 1893 wieder an die Preysings zurück, da er den Sitz Sicklasberg im Landgericht Mitterfeld (heute Gemeinde Konzell) erworben hatte. Bei der Gemeindebildung wurde die Hofmark nicht mit dem Markt Hofkirchen vereinigt, sondern kam zu Hilgartsberg. Erst in den 1950er Jahren wurde der Sitz in Hofkirchen eingegliedert.

## Baubeschreibung
Nach einem Grundbucheintrag von 1621 wird der „grundaigen Sitz“ als dreistöckiger Bau gleich bei der Donau beschrieben; an seiner Nordseite schloss ein Nebengebäude an, das durch eine Mauer von dem Sitz getrennt war und von alters her „Schenk- und Hochhaus“ hieß. Beide Häuser umschlossen einen viereckigen Hof. Zu dem Sitz gehörten ein Hofbau und ein Söldenhäusel und weitere Besitztümer. Der Sitz wurde von der Marktgemeinde Hofkirchen erworben und Anfang des 19. Jahrhunderts abgebrochen.